# Jonas Hofmann
Jonas Hoffmann (ur. 14 lipca 1992 w Heidelbergu) – niemiecki piłkarz, występujący na pozycji pomocnika w niemieckim klubie Bayer. Ma za sobą grę w młodzieżowych reprezentacjach Niemiec.

## Kariera klubowa

### Początki kariery
Hofmann rozpoczął swoją karierę w 1998 roku w zespole FC Rot, którego barwy reprezentował do końca sezonu 2003/04, by następnie przenieść się do TSG 1899 Hoffenheim. W barwach zespołu rezerw Hoffenheim Hofmann zadebiutował w kwietniu 2011 roku podczas wygranego 1:0 spotkania z rezerwami TSV 1860 Monachium. Do końca sezonu 2010/11 wystąpił w pięciu spotkaniach drugiej drużyny, w trakcie których zdobył dwie bramki.

### Borussia Dortmund
Latem 2011 roku Hofmann podpisał czteroletni kontrakt z Borussią Dortmund, jednak całe rozgrywki 2011/12 spędził w zespole rezerw. W barwach drugiej drużyny zadebiutował 6 sierpnia 2011 roku w wygranym 2:0 spotkaniu z rezerwami 1. FC Kaiserslautern, podczas którego zdobył także swoją pierwszą bramkę. 10 września 2011 roku Hofmann zdobył dwie bramki w wygranym 4:0 spotkaniu z rezerwami Schalke 04.
Przed sezonem 2012/13 został włączony do kadry pierwszego zespołu. 16 grudnia 2012 roku Hofmann zadebiutował w pierwszej drużynie Borussii w wygranym 3:1 spotkaniu z Hoffenheim, gdy 89. minucie zmienił na boisku Mario Götze. 6 kwietnia 2013 roku Hofmann po raz pierwszy wyszedł w podstawowym składzie, a także zanotował asystę przy bramce Juliana Schiebera podczas wygranego 4:2 meczu z Augsburgiem.
27 lipca 2013 roku wraz z klubem zdobył Superpuchar Niemiec, w finale którego Borussia wygrała 4:2 z Bayernem Monachium. Pierwszą bramkę w barwach BVB zdobył 18 sierpnia 2013 roku podczas wygranego 2:1 meczu z Eintrachtem Brunszwik. 12 kwietnia 2014 roku Hofmann zdobył bramkę w wygranym 3:0 spotkaniu ligowym z Bayernem Monachium.
Ponownie zdobył Superpuchar Niemiec 13 sierpnia 2014 rozgrywając pełne spotkanie w barwach Borussii w wygranym meczu z Bayernem Monachium 2:0.

### Wypożyczenie do Mainz
1 września 2014 roku Hofmann został zawodnikiem FSV Mainz 05, gdzie trafił na zasadzie rocznego wypożyczenia.

### Powrót do Borussii Dortmund
30 lipca 2015 r. Hofmann strzelił swego pierwszego gola w rozgrywkach europejskich w zwycięskim meczu 1:0 nad austriacką drużyną Wolfsberger AC w pierwszej kolejce trzeciej rundy kwalifikacyjnej do Ligi Europy UEFA.

### Borussia Mönchengladbach
W dniu 29 grudnia 2015 r. ogłoszono, że Hofmann dołączy do Borussii Mönchengladbach w dniu 1 stycznia 2016 r., podpisując czteroletnią umowę do roku 2020.

## Kariera reprezentacyjna
Między 2009 a 2010 rokiem Hofmann występował w reprezentacji Niemiec do lat 18. Ostatni występ w barwach zespołu U-19 zanotował 25 marca 2010 roku podczas wygranego spotkania z Francją. W 2013 roku zadebiutował w kadrze do lat 21.

## Statystyki kariery
(aktualne na dzień 19 kwietnia 2021)
| Klub                     | Sezon              | Liga               | Liga  | Liga   | Puchary krajowe | Puchary krajowe | Europa | Europa | Suma  | Suma   |
| Klub                     | Sezon              | Liga               | Mecze | Bramki | Mecze           | Bramki          | Mecze  | Bramki | Mecze | Bramki |
| ------------------------ | ------------------ | ------------------ | ----- | ------ | --------------- | --------------- | ------ | ------ | ----- | ------ |
| Borussia Dortmund        | 2012/13            | Bundesliga         | 3     | 0      | 0               | 0               | 0      | 0      | 3     | 0      |
| Borussia Dortmund        | 2013/14            | Bundesliga         | 26    | 2      | 5               | 1               | 8      | 0      | 39    | 3      |
| Borussia Dortmund        | 2014/15            | Bundesliga         | 2     | 0      | 0               | 0               | 0      | 0      | 2     | 0      |
| ogółem                   | ogółem             | ogółem             | 31    | 2      | 5               | 1               | 8      | 0      | 44    | 3      |
| 1. FSV Mainz 05 (wyp.)   | 2014/15            | Bundesliga         | 10    | 3      | 0               | 0               | –      | –      | 10    | 3      |
| ogółem                   | ogółem             | ogółem             | 10    | 3      | 0               | 0               | 0      | 0      | 10    | 3      |
| Borussia Dortmund        | 2015/16            | Bundesliga         | 7     | 1      | 1               | 0               | 6      | 1      | 14    | 2      |
| ogółem                   | ogółem             | ogółem             | 7     | 1      | 1               | 0               | 6      | 1      | 14    | 2      |
| Borussia Mönchengladbach | 2015/16            | Bundesliga         | 8     | 0      | 0               | 0               | 0      | 0      | 8     | 0      |
| Borussia Mönchengladbach | 2016/17            | Bundesliga         | 21    | 0      | 3               | 1               | 5      | 1      | 29    | 2      |
| Borussia Mönchengladbach | 2017/18            | Bundesliga         | 23    | 0      | 2               | 1               | -      | -      | 25    | 1      |
| Borussia Mönchengladbach | 2018/19            | Bundesliga         | 27    | 5      | 2               | 1               | -      | -      | 29    | 6      |
| Borussia Mönchengladbach | 2019/20            | Bundesliga         | 24    | 5      | 2               | 0               | 3      | 0      | 29    | 5      |
| Borussia Mönchengladbach | 2020/21            | Bundesliga         | 20    | 6      | 4               | 1               | 5      | 1      | 29    | 8      |
| ogółem                   | ogółem             | ogółem             | 123   | 16     | 13              | 4               | 13     | 2      | 149   | 22     |
| Ogólnie w karierze       | Ogólnie w karierze | Ogólnie w karierze | 171   | 22     | 18              | 5               | 27     | 3      | 217   | 30     |